# Echinogorgia ridleyi
Echinogorgia ridleyi är en korallart som beskrevs av Nutting 1910. Echinogorgia ridleyi ingår i släktet Echinogorgia och familjen Plexauridae. Inga underarter finns listade i Catalogue of Life.